# Alejandrina Gessler
Alejandrina Anselma de Gessler y Shaw, conocida como Alejandrina Gessler y Lacroix, y que usaba el seudónimo de Anselma (Cádiz, 1831 - París, 1907), fue una pintora española que destacó por exhibir sus obras en el Salón de París y, además, por ser la primera artista femenina en ser admitida en la Real Academia de Bellas Artes de San Fernando de Madrid y en la Academia de Bellas Artes de Cádiz.[cita requerida]

## Biografía
Nació en Cádiz en 1831. Su padre, Alejandro Gessler, era un cónsul de Rusia en Cádiz y su madre, Aurora Shaw de Murphy, aunque era malagueña, descendía de una familia de comerciantes escoceses por línea paterna y de irlandeses afincados en Cádiz por línea materna. En la ciudad gaditana residió varios años, comenzando a recibir sus primeras lecciones de pintura, aunque se desconocen sus maestros. Se casó posteriormente con Charles Lacroix, un destacado dirigente del partido bonapartista, a la edad de 22 años, por lo que la mayor parte de su vida la pasó en París desde 1853 hasta el día de su muerte. 
Su residencia en París fue en la exclusiva Avenue de Messine 25, cerca del Parc Monceau. Allí instaló, en la planta superior, su estudio y sus concurridos salones. Desarrolló su formación en el taller de Charles Joshua Chaplin junto a pintoras como Mary Cassat o Eva Gonzalès. Alcanzó no solo la madurez artística sino también una trayectoria profesional aplaudida por la crítica y demandada por coleccionistas privados y públicos. En 1878 recibió su primera medalla con su obra La adoración de la cruz en Jueves Santo (1869), en la Exposición Provincial de Bellas Artes de Cádiz y, tras la Guerra Franco-Prusiana, desde diciembre de 1871 a 1873, se trasladó con su familia a España, residiendo en Cádiz y Madrid. En Cádiz entró en contacto con la pintura costumbrista andaluza, mientras que en Madrid regresó al Museo del Prado, donde pudo relacionarse con Federico de Madrazo. En este periodo de tiempo también tuvo oportunidad de viajar a Tánger. Esta experiencia le llevó a pintar con una estética oriental algunas obras como La fiesta del natalicio en Tánger (1872-1880), que pertenece a la Real Academia de San Fernando de Madrid.
Tras finalizar la guerra, en 1872 regresó a París, donde retomó los encargos tanto públicos como privados de los que podemos destacar los retratos. En 1885 presentó en el Salón de París su obra más alabada, una representación de la diosa Juno.
A partir de 1890 sus problemas de salud le obligaron al reposo por grandes periodos de tiempo. Este hecho se juntó con el fallecimiento de su marido en 1895, momento en el que, prácticamente, dejó de pintar salvando algunas aportaciones a la Exposition des Femmes Peintres et Sculpteurs de 1901. Comenzó entonces su faceta de escritora. Publicó en un libro autobiográfico titulado Recuerdos de Cádiz y Puerto Real (1841-1859), en el que describe la vida en la ciudad gaditana en la segunda mitad del siglo XIX. Alejandrina Gessler falleció en París en 1907.

## Vida profesional
Para desarrollar su faceta artística, Alejandrina tomó como seudónimos dos nombres: "Anselma" como pintora y "Fulana De Tal" como escritora. Su carrera profesional como pintora en París tuvo su mayor auge entre 1864 y 1885, periodo en el que participó en los Salones de París, recibió encargos por parte de españoles, y mantuvo una relación continua con el Ateneo de Madrid y la Academia de Bellas Artes de San Fernando de Madrid, donde se conservan retratos de ella de 1865 realizados por su compañera y amiga Henriette Browne. En París destacan encargos como el del Ministère de l’Instruction Publique, des Cultes et des Beaux Arts francés, para formar parte de la colección del Musée des Copies creado en 1871. Esta pintura es un retrato de Algernon Percy, décimo conde de Northumberland con su esposa y su hija, reproduciendo, así, la obra homónima de van Dyck en el siglo XVII. Fue una excelente copista y creadora de obras con temas del realismo social, pintura orientalizante, costumbrista, retratos, y desnudos. Además, fue Académica Honoraria Correspondiente de la Real Academia de Bellas Artes de San Fernando de Madrid y, además socia honoraria en el Ateneo de Madrid, bajo la presidencia de Cánovas del Castillo, siendo así la primera mujer admitida en tal cargo. En el Ateneo de Madrid llevó a cabo la decoración del techo de la gran sala central durante los años de 1890 y 1891, gracias a la intercesión de Guillermo Morphy, el conde de Morphy, primo de la artista, quien ocupaba el cargo de presidente de la Sección de Bellas Artes del Ateneo. El magnífico techo, realizado sin retribución alguna por parte de Anselma, representa la Elocuencia, que abriga bajo la bandera española la Paz y las Bellas Artes. Con las iniciales C. M., la condesa de Morphy y su hija Crista Morphy escribieron la Biografía artística de Anselma (1861-1905).

## Primeras obras y reconocimiento
Las primeras obras de Alejandrina estaban muy influenciadas por la pintura realista. Se destaca la representación de campesinas (Aldeana de Gaussan, 1862) y escenas sociales que representan la vida de este sector en Francia. Su obra más alabada será una representación de la diosa Juno que presentará en el Salón de París en 1885. La complejidad social a la hora de representar un desnudo (dado que estaba prohibida su presencia en clases de desnudos al natural y tenían que luchar constantemente contra los prejuicios) no fue sino el impulso que hizo que la crítica fuese muy favorable. La pintura fue regalada al ateneo de París en 1891 (anteriormente ya había donado otras obras como Alegoría de la Poesía y la Música, La Verdad venciendo a la Ignorancia y La Elocuencia abrigando bajo la bandera española a la Paz y a las Bellas Artes), donde veremos su extraordinaria capacidad para realizar composiciones complejas en gran formato.

## Escritora
Tras un periodo de enfermedad en 1890 y la muerte de su marido en 1895 no hay constancia de su labor pictórica salvando algunas aportaciones a la Exposition des Femmes Peintres et Sculpteurs de 1901. En este momento desarrolló su faceta de escritora con el seudónimo de Fulana de Tal, escribiendo obras como la autobiografía Recuerdos de Cádiz y Puerto Real (1841-1850). Siguió una estructura de relato de viajes de 110 páginas divididas en siete capítulos en los que explica las costumbres y tradiciones de Cádiz que ella misma vivió. Se finalizó en París el 5 de diciembre de 1898 y fue publicado por la Librería de los Hermanos Garnier un año después.

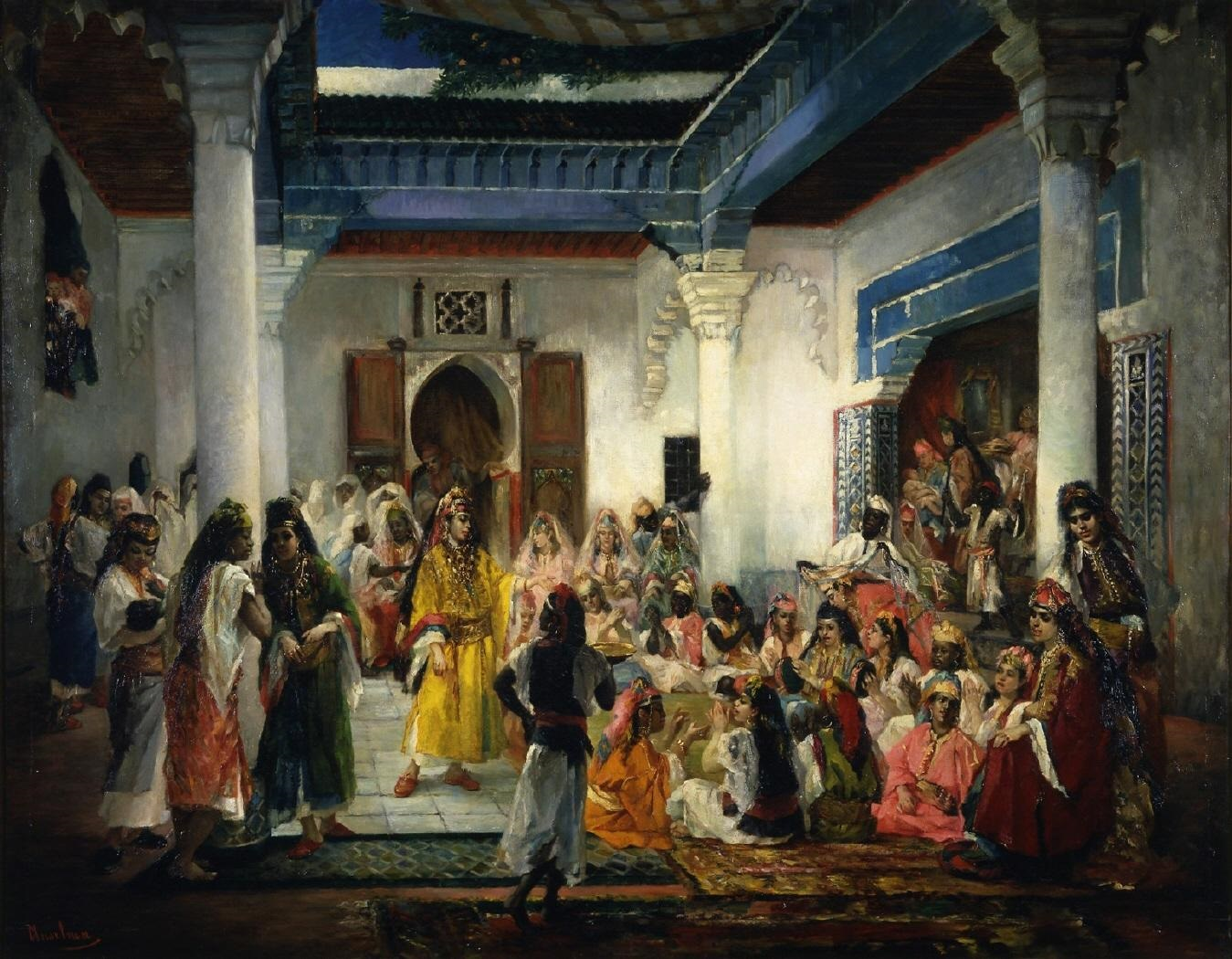
Fiesta de natalicio en Tánger o Los baños árabes (Real Academia de Bellas Artes de San Fernando).

## Listado de obras reconocidas
- Retrato de Algernon Percy, Décimo Conde de Northumberland, con su esposa y su hija, 1873. Musée de Gap, Hautes-Alpes, Francia.[9]
- La redención de Breda
- Fiesta del natalicio en Tánger
- La adoración de la Cruz[10]
- Juno[7]
- Alegoría de la Poesía y la Música
- La Verdad venciendo a la Ignorancia
- La Elocuencia abrigando bajo la bandera española a la Paz y a las Bellas Artes
- Aldeana de Gaussan, 1862

## Obra literaria
- Recuerdos de Cádiz y Puerto Real (1841-1859)